# Коукал (рід)
Коука́л (Centropus) — рід зозулеподібних птахів родини зозулевих (Cuculidae). Представники цього роду мешкають в Африці, Азії і Австралазії.

## Опис

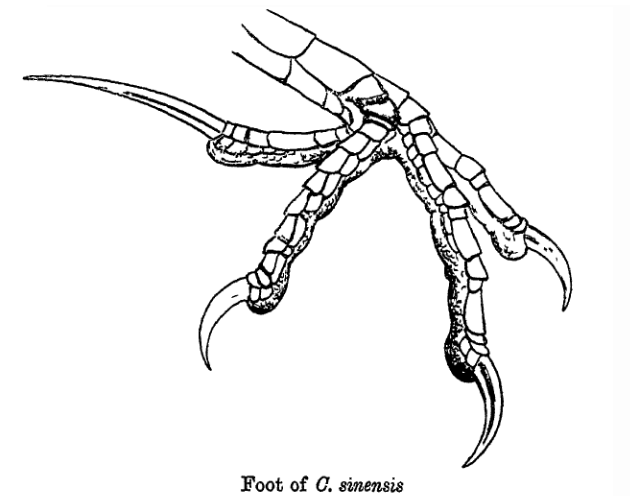
Лапа рудокрилого коукала

Коукали — великі, довгохвості зозулі. Вони досягають довжини 30–80 см і ваги 88–500 г. Коукали часто ведуть наземний спосіб життя. Вони мають короткі, округлі крила і міцні дзьоби. Їхньою характерною рисою є наявність довгого кігтя на задньому пальці ноги. У деяких видів, таких як африканський коукал і малий коукал, довжина цього кігтя може досягати 68—76 % від довжини цівки. Виняток становить короткопалий коукал, у якого довжина кігтя становить лише 23 % від довжини цівки. Спина коукалів покрита короткими, чорними, гострими на вигляд пір'їнами.
На відміну від багатьох інших зозуль, коукали не практикують гніздовий паразитизм, а самі доглядають за пташенятами. Однак вони мають іншу репродуктивну особливість: всі представники роду демонструють (в більшій чи меншій мірі) тенденцію до реверсії батьківських ролей в парі, яка полягає в тому, що менші за розмірами самці забезпечують більшу частину батьківского піклування. Принаймні один з видів коукалів, африканський коукал є поліандрічним. У деяких видів, зокрема у смугастохвостих коукалів, самці більше часу насиджують кладку і піклуються про пташенят, ніж самки.
Багато коукалів є опортуністичними хижаками. Смугастохвості коукали нападають на птахів, що заплуталися в павутинні, а білобрових коукалів приваблює дим від трави, що горить, оскільки вони живляться комахами і дрібними ссавцями, що рятуються від вогню.
Кокуали, як правило, гніздяться в густій рослинності. Їхні гнізда часто мають дах, однак деякі види будують відкриті гнізда. Смугастохвості, рудокрилі і мадагаскарські коукали можуть будувати відкриті гнізда, а целебеські коукали будують лише відкриті гнізда.

## Види
Виділяють 29 видів:
- Коукал вохристоголовий (Centropus milo)
- Коукал строкатий (Centropus ateralbus)
- Коукал великий (Centropus menbeki)
- Коукал біяцький (Centropus chalybeus)
- Коукал рудий (Centropus unirufus)
- Коукал цейлонський (Centropus chlororhynchos)
- Коукал мінданайський (Centropus melanops)
- Коукал міндорійський (Centropus steerii)
- Коукал короткопалий (Centropus rectunguis)
- Коукал целебеський (Centropus celebensis)
- Коукал габонський (Centropus anselli)
- Коукал білочеревий (Centropus leucogaster)
- Коукал сенегальський (Centropus senegalensis)
- Коукал ефіопський (Centropus monachus)
- Коукал ангольський (Centropus cupreicaudus)
- Коукал білобровий (Centropus superciliosus)
- Коукал південно-східний (Centropus burchellii)[21]
- Коукал яванський (Centropus nigrorufus)
- Коукал рудокрилий (Centropus sinensis)
- Коукал мадагаскарський (Centropus toulou)
- Коукал білокрилий (Centropus goliath)
- Коукал африканський (Centropus grillii)
- Коукал філіпінський (Centropus viridis)
- Коукал малий (Centropus bengalensis)
- Коукал фіолетовий (Centropus violaceus)
- Коукал новогвінейський (Centropus bernsteini)
- Коукал молуцький (Centropus spilopterus)
- Коукал смугастохвостий (Centropus phasianinus)
- Коукал андаманський (Centropus andamanensis)

В 1985 році був описаний викопний вид коукалів Centropus colossus, рештки якого були знайдені в Печері Скам'янілостей поблизу міста Тантанула (Південна Австралія). В 2016 році були описані ще два види викопних коукалів — Centropus maximus і Centropus bairdi, решти яких були знайдені на рівнині Налларбор в Південній Австралії.

## Етимологія
Наукова назва роду Centropus походить від сполучення слів дав.-гр. κεντρον — шпора, шип і πους — стопа.